# Joanna García
Joanna Leanna García (Tampa, 10 de agosto de 1979) é uma atriz estadunidense. García nasceu em Tampa, Flórida, filha de Loraine, dona de casa e ex-professora do ensino fundamental de ascendência espanhola, e Jay García, ginecologista nascido em Cuba. Destacou-se na série Kevin (Probably) Saves the World interpretando a irmã gêmea de Kevin, Amy. Também participou de alguns episódios da terceira temporada de "Once Upon a Time", interpretando a personagem Ariel, em Gossip Girl, interpretando a personagem Bree Buckley, que namora Nate.

## Filmografia

### Cinema
| Ano  | Filme                                          | Papel           | Notas         |
| ---- | ---------------------------------------------- | --------------- | ------------- |
| 1997 | Love's Deadly Triangle: The Texas Cadet Murder | Susie           | Filme para TV |
| 1999 | Holy Joe                                       | Joyce Cass      | Filme para TV |
| 2001 | Not Another Teen Movie                         | Sandy Sue       |               |
| 2001 | American Pie 2                                 | Christy         |               |
| 2006 | A-List                                         | Naomi           |               |
| 2006 | The Initiation of Sarah                        | Corinne         | Filme para TV |
| 2008 | Extreme Movie                                  | Sweetie Pie     |               |
| 2008 | A Very Merry Daughter Of the Bride             | Roxanne         | Filme para TV |
| 2010 | Revenge of the Bridesmaids                     | Parker Wald     |               |
| 2013 | Os Estagiários                                 | Megan           |               |
| 2017 | Fist Fight                                     | Maggie Campbell |               |

### Televisão
| Ano       | Série                            | Papel                    | Notas                                                     |
| --------- | -------------------------------- | ------------------------ | --------------------------------------------------------- |
| 1992      | Clarissa Explains It All         | Fiona                    | Episódio: "Take My Advice... Please"                      |
| 1994      | SeaQuest DSV                     | Iris                     | Episódio: "Playtime"                                      |
| 1994–1996 | Are You Afraid of the Dark?      | Samantha                 | 37 episódios                                              |
| 1996      | Step by Step                     | Chelsea                  | Episódio: "We're Going to Disney World: Part 1"           |
| 1996–1997 | Second Noah                      | Katherine Ortega         | 3 episódios                                               |
| 1998      | From the Earth to the Moon       | Julie Shepard            | Minissérie                                                |
| 1998      | Any Day Now                      | Martha Montgomery        | Episódio: "It's Who You Sleep With"                       |
| 1998      | Party of Five                    | Hallie                   | 5 episódios                                               |
| 1999      | Dawson's Creek                   | Girl #1 – Tracy          | Episódio: "Be Careful What You Wish For"                  |
| 1999      | Pacific Blue                     | Leah Chandler            | Episódio: "Lucky 13"                                      |
| 1999      | Providence                       | Gillian                  | Episódio: "Heaven Can Wait"                               |
| 1999      | CI5: The New Professionals       | Cadet Susan              | Episódios: "Glory Days"                                   |
| 2000      | Freaks and Geeks                 | Vicki Appleby            | 5 episódios                                               |
| 2000      | Opposite Sex                     | Cassie Schreiber         | Episódio: "The Homosexual Episode"                        |
| 2000      | Freedom                          | Sally Mueller            | Episódio: "Assassins"                                     |
| 2000      | Boston Public                    | Susan Potter             | Episódio: "Chapter Four"                                  |
| 2001–2007 | Reba                             | Cheyenne Hart Montgomery | 124 episódios                                             |
| 2001      | Go Fish                          | Amanda                   | Episódio: "Go P.D.A."                                     |
| 2001      | Going to California              | Jennifer                 | Episode: "I Know Why the Caged Rhino Sings"               |
| 2001      | Off Centre                       | Ramona                   | Episódio: "Let's Meet Mike and Euan"                      |
| 2004      | What I Like About You            | Fiona                    | Episódio: "Three Little Words"                            |
| 2005      | Family Guy                       | Liddane (voz)            | Episódio: "8 Simple Rules for Buying My Teenage Daughter" |
| 2008      | Welcome to The Captain           | Hope                     | 5 episódios                                               |
| 2008–2009 | Privileged                       | Megan Smith              | 18 episódios                                              |
| 2009      | Gossip Girl                      | Bree Buckley             | 4 episódios (3ª Temp.)                                    |
| 2009      | How I Met Your Mother            | Maggie                   | Episódio: "The Window"                                    |
| 2010–2011 | Better with You                  | Mia Putney               |                                                           |
| 2011      | The Penguins of Madagascar       | Shauna (voz)             | Episódio: "Love Hurts"                                    |
| 2013      | Once Upon a Time                 | Ariel                    | A partir do 6° episódio da 3° Temporada                   |
| 2017      | Kevin (Probably) Saves The World | Amy                      | personagem fixo da série                                  |
| 2020      | Sweet Magnolias                  | Maddie Townsend          | Papel principal                                           |